# 29 Herculis
29 Herculis, som är stjärnans Flamsteed-beteckning,  är en ensam stjärna i den sydvästra delen av stjärnbilden Herkules, som också har Bayer-beteckningen h Herculis. Den har en genomsnittlig skenbar magnitud på ca 4,84 och är svagt synlig för blotta ögat där ljusföroreningar ej förekommer. Baserat på parallaxmätning inom Hipparcosuppdraget på ca 9,3 mas, beräknas den befinna sig på ett avstånd på ca 351 ljusår (ca 108 parsek) från solen. Den rör sig bort från solen med en heliocentrisk radialhastighet på ca 3 km/s. Stjärnan har en relativt stor egenrörelse och förflyttar sig över himlavalvet med en hastighet av 0,195 bågsekunder per år. 

## Egenskaper
29 Herculis är en röd till orange jättestjärna av spektralklass K4.5 III, som har ett ökat överskott av element som genereras genom alfaprocessen och har särskilt en stark ökning av kisel. Den har en massa som är ca 1,2 solmassor, en radie som är ca 42 solradier  och utsänder ca 384 gånger mera energi än solen från dess fotosfär vid en effektiv temperatur på ca 4 000 K.
29 Herculis är en misstänkt variabel av okänd typ, som varierar mellan visuell magnitud +4,82 och 4,85 utan någon fastställd periodicitet.